# Магси Боугс
Тајрон Кертис "Магси" Боугс (енгл. Tyrone Curtis "Muggsy" Bogues; Балтимор, Мериленд, 9. јануар 1965) је бивши амерички кошаркаш и кошаркашки тренер. Играо је на позицији плејмејкера. Са 160 cm је најнижи играч у историји НБА.
Био је и један од неколико НБА играча који је глумио у Свемирском баскету (Space Jam), заједно са Мајклом Џорданом, Чарлсом Барклијем, Шоном Бредлијем, Ларијем Џонсоном, и Патриком Јуингом.

## Успеси

### Репрезентативни
- Светско првенство:
  -  1986.